# Observatorio Astronómico de La Hita

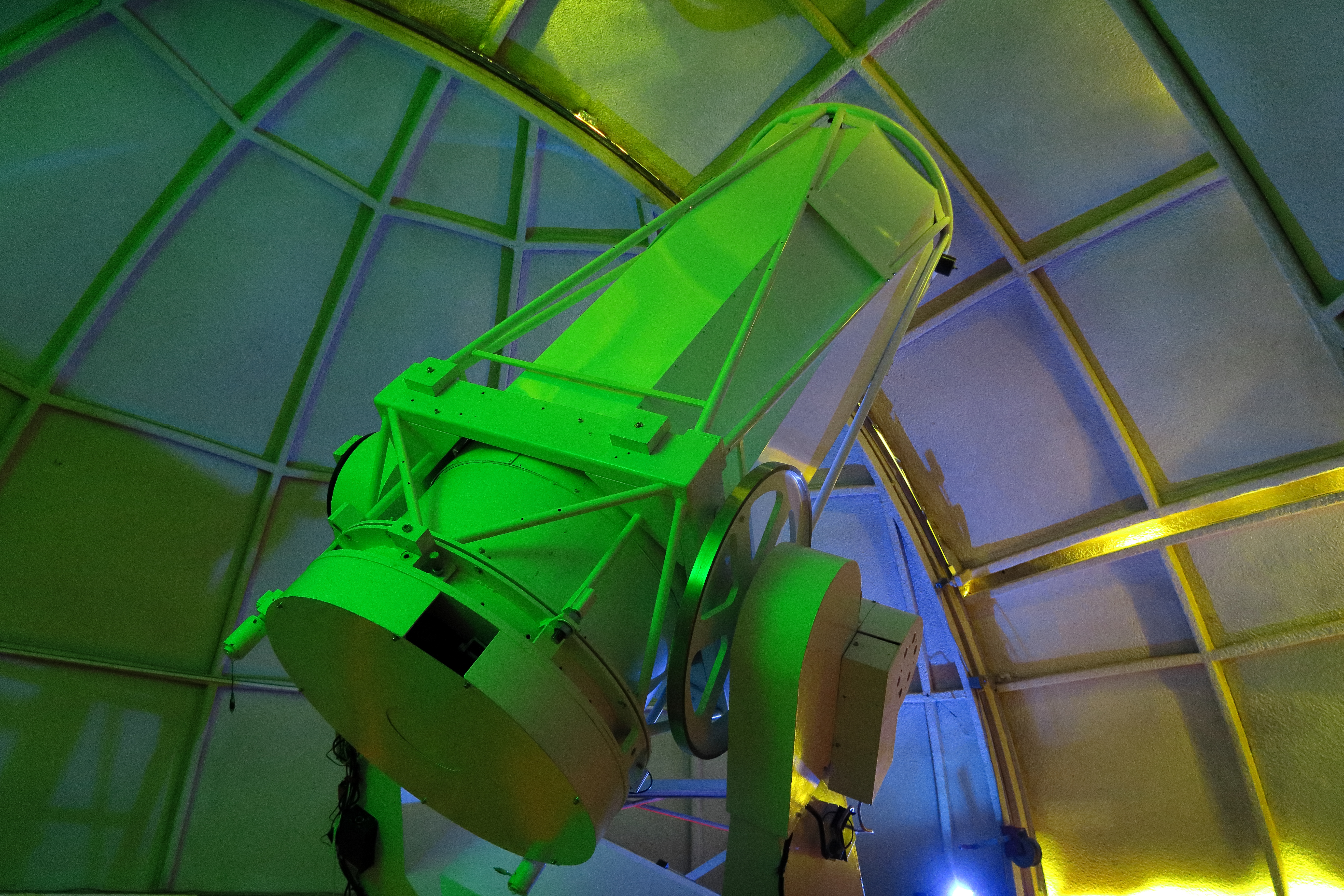
Telescopio T77

El Observatorio Astronómico de La Hita es un observatorio astronómico situado a 9 kilómetros del núcleo urbano del municipio toledano de La Puebla de Almoradiel. El observatorio, fundado por Faustino Organero, forma parte del Complejo Astronómico de La Hita y está gestionado por la Fundación AstroHita que desarrolla labores de investigación y divulgación.

## Investigación
La investigación contempla el desarrollo tecnológico e instrumental a todos los niveles: mecánico, óptico, de electrónica y software. Es la parte más científica.
En la actualidad sus telescopios se dedican a tres investigaciones:
- El estudio de planetas enanos, en un convenio con el Instituto de Astrofísica de Andalucía.

- Detección de bólidos y meteoritos, en un convenio con el investigador José María Madiedo para el proyecto SMART: Spectroscopy of Meteoroids in the Atmosphere by means of Robotic Technologies[1]

- Detección de impactos en la Luna, dentro del Proyecto MIDAS (Moon Impacts Detection and Analysis System, en español: Sistema de Detección y análisis de impactos contra la Luna) que se desarrolla en conjunto desde la Universidad de Huelva y el Instituto de Astrofísica de Andalucía.

Inserto en el proyecto MIDAS se encuentra el proyecto 'Smart', cuyo objetivo es la vigilancia constante del cielo para registrar el impacto de meteoritos contra la atmósfera terrestre. El proyecto Smart cuenta con varios detectores de la Universidad de Huelva: además del Complejo Astronómico de La Hita (Toledo), otros en Sevilla, Huelva y el observatorio de Calar Alto, en Almería.
Uno de los telescopios del Observatorio está integrado en el proyecto MIDAS que ha participado de importantes campañas como la del impacto del 11 de septiembre de 2013, cuando un meteorito impactó contra la Luna produciendo un enorme destello.
La constante observación del firmamento permite detectar continuamente meteoritos y bolas de fuego

## Divulgación
Se encarga de compartir el conocimiento. Para ello realizan actividades organizadas para el público general y la comunidad educativa. Generalmente eran actividades nocturnas, pero en el año 2016 han desarrollado instrumental para hacerlas durante el día, como un telescopio con el que se puede ver el sol, accesible para distintos centros de enseñanza y educativos.